# لیو ییمینگ
لیو ییمینگ (انگلیسی: Liu Yiming؛ زادهٔ ۲۸ فوریهٔ ۱۹۹۵) بازیکن فوتبال اهل چین است.
از باشگاه‌هایی که در آن بازی کرده‌است می‌توان به باشگاه ورزشی پینالوونسه و باشگاه فوتبال تیانجین تیانهای اشاره کرد.
وی همچنین در تیم‌های ملی فوتبال زیر ۲۰ سال چین، زیر ۲۳ سال چین و چین بازی کرده‌است.